# Can Boneto
Can Boneto, també coneguda com a Can Ramon Boneto, és una masia del poble de Riells del Fai, en el terme municipal de Bigues i Riells, al Vallès Oriental.
Està situada al nord-oest del terme i al sud-oest del poble al qual pertany, a ponent de la carretera de Riells del Fai (la BV-1483). És a migdia de Can Prat, al nord de Can Castanyer i al sud-est de Can Mas.
Amb aquestes masies esmentades, forma una petita agrupació de masos.
Com moltes antigues masies, els canvis moderns, fruit de l'adaptació a les necessitats de la vida actual, han anat transformant les velles masies en cases modernes amb poc aspecte de casa rural. És el cas de Can Ramon Boneto.